# Тукай-Тамак
Тука́й-Тама́к (рос. Тукай-Тамак, башк. Туҡайтамаҡ) — присілок у складі Ілішевського району Башкортостану, Росія. Входить до складу Ісаметовської сільської ради.
Населення — 100 осіб (2010; 152 у 2002).
Національний склад:
- башкири — 88 %